# Clubiona neglecta
Clubiona neglecta es una especie de araña araneomorfa del género Clubiona, familia Clubionidae. Fue descrita científicamente por O. Pickard-Cambridge en 1862.
Habita en Europa, Turquía, Cáucaso, Rusia (Europa a Siberia del Sur), Irán, Asia Central, China y Corea.